# بيل جونسون (لاعب كريكت)
بيل جونسون (27 فبراير 1959 في المملكة المتحدة - ) (بالإنجليزية: Bill Johnson)‏ هو لاعب كريكت بريطاني. لعب مع نادي مقاطعة دورهام للكريكت ‏.

## وصلات خارجية
- ويليام جونسون على موقع إي آس بي آن كريك إنفو (الإنجليزية)